# Павлов, Сергей Дмитриевич
Серге́й Дми́триевич Па́влов («Ми́чман Па́влов») (8 сентября (22 сентября) 1897 — 13 марта 1946 года) — участник Первой мировой, Гражданской и Великой Отечественной войн, полковник. Дважды (1920, 1921) кавалер высшего военного ордена РСФСР — ордена Красного Знамени.

## Биография

### Происхождение
Родился Сергей в Санкт-Петербурге. Его отец, Дмитрий Павлович, был родом из чувашской деревни Костеряки Козьмодемьянского уезда Казанской губернии, в Петербурге он работал на мануфактуре. После окончания шестиклассной немецкой школы Сергей также устроился на работу писцом-бухгалтером.
В 1916 году, в возрасте 19 лет, Павлов был призван на действительную военную службу и отправлен в 17-й пехотный Сибирский полк, где принимал участие в боевых действиях Первой мировой войны. Воевал Сергей храбро, показал себя смекалистым солдатом и в 1916 году был направлен на обучение в Петроградскую школу прапорщиков.
Окончив 15 мая 1917 года школу прапорщиков, за четыре месяца до своего двадцатилетия, прапорщик Сергей Дмитриевич Павлов был принят в ряды РСДРП(б). Весной 1917 года Павлов получает назначение в 176-й запасный пехотный полк, дислоцированный в Петербурге.

### Участие в Октябрьской революции и Гражданской войне
Накануне Октябрьского вооруженного восстания по рекомендации члена Петроградского ВРК В. А. Антонова-Овсеенко он принимает командование 2-м Балтийским флотским экипажем. Оставаясь в той же армейской шинели, Павлов повёл сошедших с кораблей матросов на штурм Зимнего дворца. Его подразделение войдет в историю под названием «Северный летучий отряд».
В ноябре 1917 года сводный матросский отряд Павлова участвует в разгроме мятежа Керенского — Краснова, затем в захвате ставки Н. Н. Духонина. За умелое руководство боевыми действиями на Гатчинском направлении прапорщик Павлов С. Д. приказом № 1 от 04.11.1917 г. комиссара по морским делам П. Е. Дыбенко был «переведен в морское ведомство тем же чином по адмиралтейству с переименованием в мичмана военного времени». Впоследствии за ним на всю жизнь закрепилось прозвище «мичман Павлов».
29 ноября 1917 года сводный отряд балтийских матросов (600 чел.) и бойцов 17-го Сибирского стрелкового полка (1000 чел.) во главе с Павловым по Северной железной дороге отправился на Южный Урал для разблокирования железной дороги от казаков атамана А. И. Дутова и обеспечения снабжения Петрограда и Москвы продовольствием.
18 декабря 1917 года первые эшелоны отряда прибыли в Челябинск, где В. К. Блюхером и С. Д. Павловым было подписано воззвание к населению, в котором сообщалось, что главной задачей «Северного летучего отряда» является установление Советской власти на Урале. 25 декабря 1917 года Северный летучий отряд занял Троицк, изгнав из него дутовцев. 17-й Сибирский стрелковый полк остался в Троицке, а морской отряд по железной дороге через Челябинск – Уфу - Самару был переброшен под Бузулук, где Павлов был избран командующим Оренбургским фронтом, действовавшим в направлении Орской и Ташкентской железной дороги. 18 января 1918 года благодаря его усилиям на этом посту был освобождён Оренбург.
18 февраля 1918 года морской отряд Павлова прибыл в Петроград для обороны города от немцев. В этот период Павлов исполнял должность начальника штаба у наркома Дыбенко, который непосредственно руководил боями на Нарвском направлении.
В августе 1918 года принял участие в Казанской наступательной операции в должности начальника штаба Левобережной группы войск. В конце сентября 1918 года некоторое время исполнял обязанности командующего Левобережной группой 5-й армии Восточного фронта. Впоследствии Левобережная группа переформировалась в 27-ю стрелковую дивизию 5-й Армии. 
В начале 1919 года возглавил особый добровольческий лыжный отряд охотников (т.е. разведчиков) созданный по решению Сибирского (Урало-Сибирского) бюро ЦК РКП(б) для ведения подпольной работы на территории Южного Урала, оставленной в ходе весеннего наступления Белой Армии. В состав отряда вошли рабочие Симского горного округа, жители Уфимской губернии и прибывшие из Петрограда революционные матросы.  Задачей отряда была не только разведка в тылу колчаковских войск на участке Самаро-Златоустовской железной дороги, но и организация вооруженного восстания в районе Миньяра - Златоуста в помощь наступающей Красной Армии. Отряд численностью до 1500 бойцов активно действовал в тылу врага с марта по апрель 1919 года, освобождая железнодорожные станции из-под контроля белых. После отъезда Павлова, получившего новое назначение, командиром отряда был назначен Якуб Ахметов (1896-1919), опытный боец уфимского отряда "Боевой организации народного вооружения" (БОНВ). 
14 апреля 1919 года Павлов С.Д. вступил в исполнение обязанностей Заведывающего формированием войск пехоты 5-й армии (с 29 мая 1919 года Отдел формирования войск пехоты, с 15 июля 1919 года – Управление Инспектора пехоты). 
6 августа 1919 года Павлов С.Д. вступил в исполнение должности командира 1-й морской бригады 35-й стрелковой дивизии на то время расположенной в Челябинске. Бригада по железной дороге прибыла в Троицк для наступления в направлении Орска. 22 августа 1919 года 1-я бригада под командованием Павлова и 14-й Оренбургский кавалерийский имени Степана Разина полк из состава Особой казачьей бригады И.Д.Каширина окончательно отбили у колчаковцев железнодорожную станцию Карталы Троицко-Орской железной дороги. 
Павлов С.Д. принял участие в Златоустовской, Челябинской и Тобольско-Петропавловской наступательных операциях РККА. За боевую работу по взятию Петропавловска через год (в декабре 1921 года) был награжден вторым орденом Красного знамени.
28 января 1920 года Павлов С.Д. назначен командиром формируемой в г.Красноярске Интернациональной дивизии (переименована в Енисейскую стрелковую дивизию имени III Интернационала). 26 апреля 1920 года дивизия была расформирована, личный состав направлен на формирование других частей.
8 мая 1920 года вступил в командование 2-й Иркутской стрелковой дивизией. 9 мая 1920 года части этой дивизии отбили у атамана Семенова Г.М. железнодорожную станцию Гонгота. 17 июля 1920 года между Дальневосточной республикой и японцами было заключено Гонготское соглашение, в соответствии с которым японцы начали эвакуацию своих войск из Забайкалья. Части 2-й Иркутской дивизии располагаясь вдоль разграничительной линии, установленной Гонготским соглашением, вели разведку и препятствовали вооруженным попыткам семеновцев спровоцировать войска ДВР на конфликт с японцами. Части 2-й дивизии участвовали в освобождении Читы. 7 ноября 1920 года Павлов С.Д. сдал командование 2-й Иркутской дивизией.
Приказом Главнокомандующего Всеми Вооруженными Силами ДВР от 08.11.1920 г. на должность Врид Инспектора Пехоты при Главкоме (Инспехглав) был назначен Павлов С.Д. Помимо своих прямых обязанностей, Павлов С.Д. временно (на период болезни Главкома Эйхе Г.Х.) с 21 января по 21 февраля 1921 года исполнял обязанности Главнокомандующего всеми Вооруженными Силами ДВР.
С 11 марта 1921 года С. Д. Павлов занимал пост командующего 2-й Амурской армией НРА ДВР, которая  прикрывала границу с Китаем на участке от Благовещенска до Сахалина. В задачи армии входило оборудование оборонительных рубежей и борьба с налетами хунхузов и банд белогвардейцев. Должность командарма Павлов С.Д. сдал 11 июня 1921 года, после чего находился в двухмесячном отпуске по болезни.
С конца сентября 1921 года занимал должность заместителя командующего частей особого назначения и сводных отрядов Сибири. Штаб ЧОНиСО Сибири располагался в г.Ново-Николаевске. Войска ЧОН охраняли железную дорогу и занимались подавлением местных восстаний, например Якутского восстания 1921 года.
С сентября 1922 года по июль 1923 года Павлов С.Д. находился на обучении на Военно-академических курсах высшего командно-начальствующего состава в г.Москве, после окончания которых до апреля 1924 года находился в распоряжении штаба РККА.
11 апреля 1924 года Павлов С.Д. был назначен на должность командира 1-й Туркестанской стрелковой дивизии (в командование вступил 18 мая 1924 года). Штаб дивизии размещался в Полторацке (ныне Ашхабад). Части и подразделения дивизии располагались от Красноводска до Кушки. В подчинении у дивизии находилась крепость Кушка. Части дивизии привлекались для ведения борьбы с басмачеством. 15 марта 1926 года Павлов сдал командование дивизией.

### После Гражданской войны
1 марта 1926 года назначен инспектором Управления Военно-Учебных Заведений Наркомата обороны. С сентября 1926 года состоял сверх штата при Командном управлении Главного управления РККА. 1 ноября 1926 года Павлов С.Д. был назначен военным руководителем Коммунистического университета им. Я.М.Свердлова. 1 января 1927 года приказом РВС СССР по личному составу Павлов С.Д. был уволен в долгосрочный отпуск (аналог современного нахождения в запасе) в связи с невозможностью соответствующего использования.
С апреля 1927 года по март 1928 года Павлов С.Д. находился в командировке в Германии на работе в Торговом представительстве СССР (г.Берлин). С 13 марта 1928 года Павлов С.Д. работает на должности Старшего инспектора Военно-морской инспекции в Наркомате Рабоче-крестьянской инспекции СССР (Рабкрин).
В июле 1929 года Павлов С.Д. был направлен ЦК ВКП(б) в распоряжение Средне-Волжского крайкома ВКП(б). На заседании Бюро Средне-Волжского областного комитета ВКП(б) 29 июля 1929 года было принято решение назначить Павлова С.Д. заместителем председателя областного СНХ. С 9 мая 1930 года по 17 января 1931 руководил «Сланцеобъединением», с марта 1931 работал в «Союзсельстрой», с октября 1932 года начальник Управления Капитального Строительства Наркомата Совхозов.
В октябре – декабре 1934 года Павлов С.Д. был начальником «Дирижаблестроя»; после до августа 1936 года руководил Долгопрудненской строительной конторой «Дирижаблестроя». С 1936 года на пенсии.
В годы Великой Отечественной войны Сергея Дмитриевича снова призывают на военную службу. Получив звание полковника, в должности командира 51-й стрелковой бригады, входящей в состав 4-й ударной армии генерала А. И. Ерёменко, С. Д. Павлов участвует в освобождении городов и сёл Калининской, Псковской областей, части Белорусской ССР.
В 1943 году по состоянию здоровья Павлов вынужден был оставить военную службу. 13 марта 1946 года после продолжительной и тяжёлой болезни Сергей Дмитриевич умер.

## Награды
Орден Красного знамени. Прик. РВСР № 370: 1920 г. Награждён в должности начальника Интернациональной дивизии «за многочисленные подвиги в боях и продолжительную боевую деятельность на разных должностях».
Орден Красного знамени. Прик. РВСР № 353: 1921 г.: Вторичное награждение. Награждён в должности комбрига 103 — 35 стр. дивизии. «Подавая собою пример беззаветной храбрости, тов. Павлов воодушевил вверенные ему войска, которые дружной боевой работой заставили противника выйти из города (Петропавловска)».

## Память

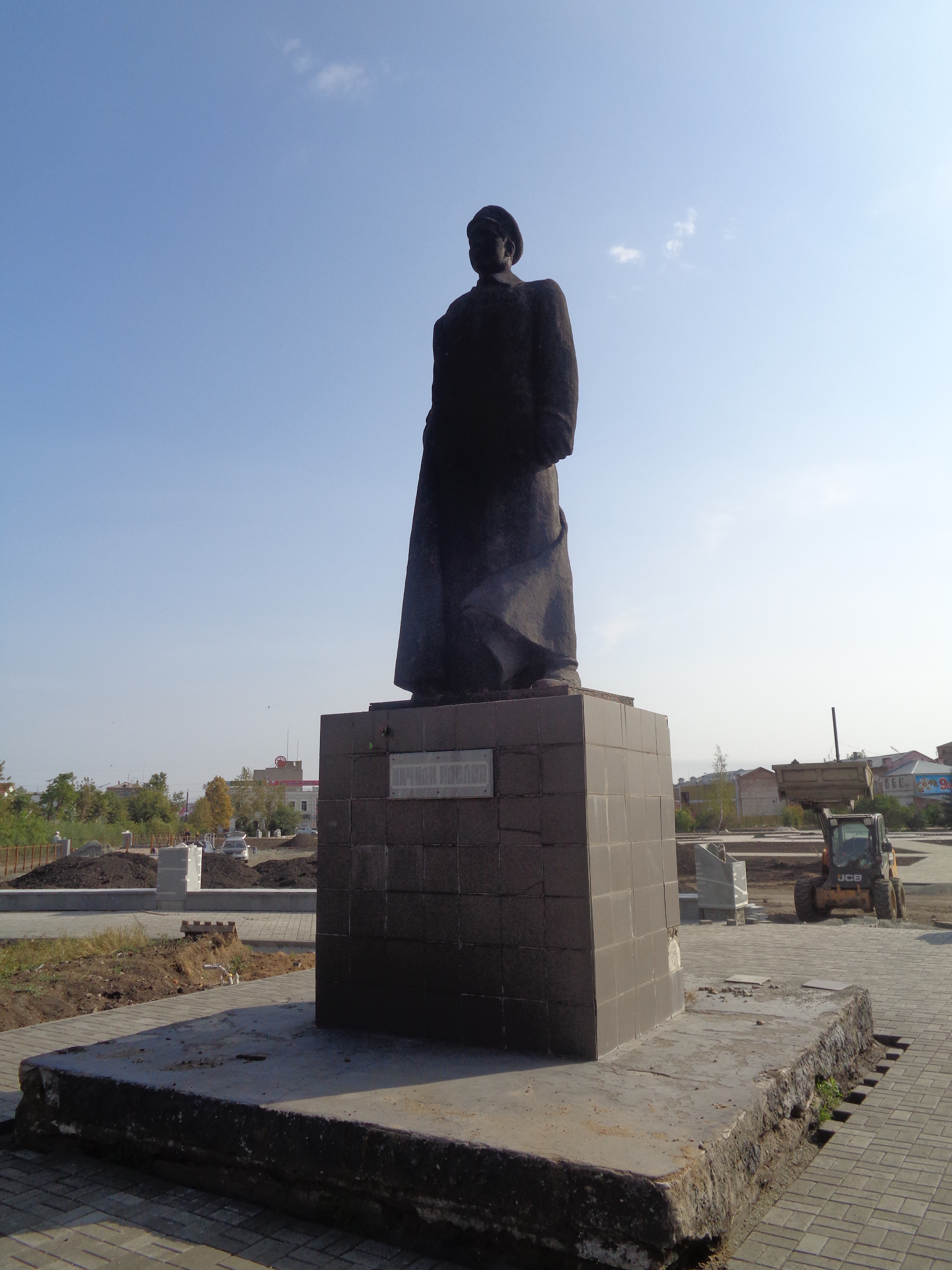
Памятник С. Д. Павлову в Троицке

- В честь С. Д. Павлова в 1968 году названа улица в городе Чебоксары, а также в других населенных пунктах Чувашии: Костеряки и Словаши; имеется также «улица Павлова С. Д.» в Троицке.

- В городе Троицке Челябинской области С. Д. Павлову был установлен памятник работы скульптора Э. Э. Головницкой и архитектора Е. В. Александрова. Представляет из себя фигуру военного человека в фуражке краскома и длиннополой армейской шинели, на груди два ордена Красного Знамени. На постаменте начертано — «Мичман Павлов». Памятник сооружён на народные средства, торжественно открыт в 1971 году.

- Именем С. Д. Павлова назван минный тральщик «Мичман Павлов»[6]. Принят в состав ТОФ в 1970 году, исключён из состава в 1992 году.